# Reto Hug
Reto Hug (Marthalen, 24 de enero de 1975) es un deportista suizo que compitió en triatlón. Está casado con la triatleta Nicola Spirig.
Ganó dos medallas en el Campeonato Mundial de Triatlón, plata en 2005 y bronce en 2008, y dos medallas en el Campeonato Europeo de Triatlón, oro en 1999 y plata en 2000.
Participó en tres Juegos Olímpicos de Verano, entre los años 2000 y 2008, ocupando el octavo lugar en Pekín 2008, en la prueba individual.

## Palmarés internacional
| Campeonato Mundial | Campeonato Mundial   | Campeonato Mundial | Campeonato Mundial |
| Año                | Lugar                | Medalla            | Prueba             |
| ------------------ | -------------------- | ------------------ | ------------------ |
| 2005               | Gamagori (Japón)     | Medalla de plata   | Individual         |
| 2008               | Vancouver (Canadá)   | Medalla de bronce  | Individual         |
| Campeonato Europeo |                      |                    |                    |
| Año                | Lugar                | Medalla            | Prueba             |
| 1999               | Funchal (Portugal)   | Medalla de oro     | Individual         |
| 2000               | Stein (Países Bajos) | Medalla de plata   | Individual         |